# 复州湾街道
复州湾街道，是中华人民共和国辽宁省大連市金州区下辖的一个街道办事处。原为复州湾镇，于2012年7月17日撤镇设街。

## 行政区划
复州湾街道下辖以下地区：
东山社区、厂里社区、裴屯煤矿社区、新兴社区、夏屯村、裴屯村、王屯村、李屯村、郭屯村、东风村、金桥村、山河村和崔屯村。